# MÁV 376 sorozat
A MÁV TVa. osztályú, később 376 sorozatú mozdonyai a TV. osztályú (később 375 sorozatú) mozdonyok „kisöccseinek” tekinthetők. Létrejöttük – mint a hazai vasúttörténetben számos más alkalommal – annak köszönhető, hogy a vasúti pályák legnagyobb tengelyterhelése folyamatosan elmaradt a vontatójárműveknek a vontatási igények által megkövetelt fejlődésétől. Ez a típus, noha sem mennyiségük, sem a gyártásuk időintervalluma nem érték el a 375-ösökét, azokhoz hasonlóan jól beváltak nemcsak a hazai, de a szomszédos államok vasútjainál is és a nagy részük a gőzmozdony-korszak alkonyáig vontatták a mellékvonalak mindenféle vonatait.

## A típus létrejötte
A Magyar Királyi Államvasutak a TV. osztályú (később 375 sorozatú) mozdonyok forgalomba állításával kiváló mellékvonali (akkor szóhasználat szerint: másodrangú) mozdonytípushoz jutott. Azonban számos olyan helyiérdekű vasútvonalat kezelt melyeken az engedélyezett tengelyterhelés mindössze 9 t volt. Ezeken a vonalakon az új típus így nem közlekedhetett, így a vonatok továbbítását továbbra is csak a X. és XII. osztályú (később 20, és 377 sorozatú) kis teljesítményű mozdonyok továbbították. E mozdonyok felváltására mindenképpen új mozdony tervezésére volt szükség, azonban célszerűnek látszott a TV. osztályú mozdonyok elrendezését és szerkezetét minél kevesebb módosítással átvenni. Így az új, TVa. osztályként jelölt típus az amúgy is „könnyű súlyú” TV. osztály „fogyókúrára” fogott változatának tekinthető. 

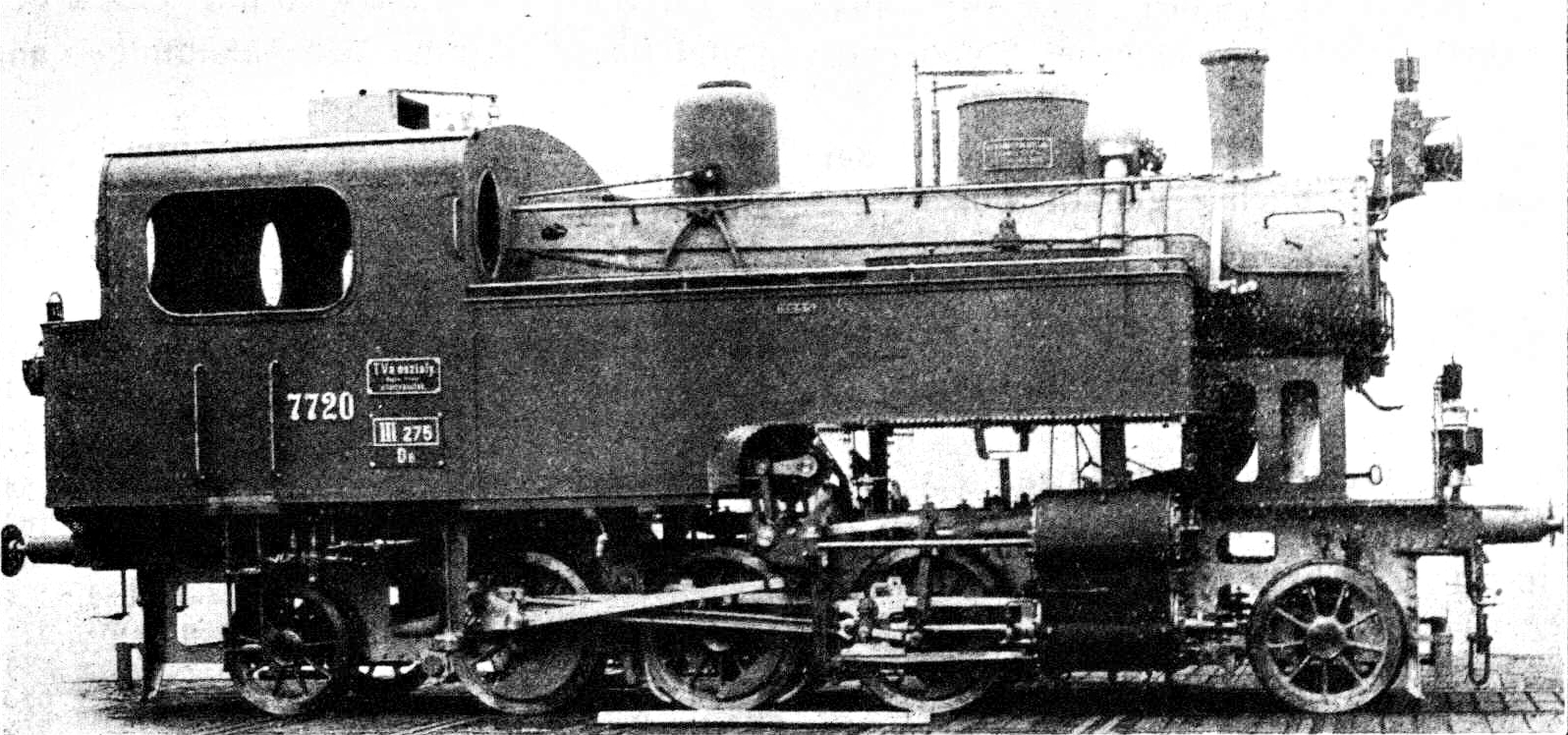
A TVa. osztály 7720 pályaszámú mozdonya telített gőzű kompaund gépezettel

Az első két mozdony 91{\displaystyle {}^{1}} szerkezetszámon 7701–7702 pályaszámmal 1910. áprilisára készült el.
A mozdonyok a Monarchiában ekkor kötelező módon hadijelet is kaptak, mely ennél a típusnál {\displaystyle {\tfrac {\overline {\left|\mathrm {III\ 275} \right|}}{\mathrm {D} _{6}}}} volt.

## Szerkezete
A TVa. osztályú mozdonyok tehát belső keretes, 1'C1' tengelyelrendezésű, azaz három, a keretbe ágyazott kapcsolt kerékpárral, valamint előttük és mögöttük egy-egy, a pályaívekbe beállni képes futókerékpárral készült kéthengeres, szertartályos gőzmozdonyok voltak.

### Kazán
A mozdonyok kazánjának középvonala a módosított futómű miatt még a TV. osztályú mozdonyokéhoz képest is némiképp magasabbra került, ugyanakkor méretei – a tömegcsökkentés érdekében – kisebbek lettek. Az alul továbbra is 1,17 m széles, 14 mm-es lemezekből álló Polonceau-rendszerű mennyezettel készült állókazánt a kerékpárok fölé emelték ki. A rostély két részből áll, első része buktatható, az esése 1/37. A hengerkazán hossza mintegy 30 centiméterrel rövidebb 3533 mm hosszúságú és 1,25 m legnagyobb belső átmérőjű lett, mely egyetlen, 14 mm-es folytvas lemezekből vízgáz-hegesztéssel készült övből állt. A kazánt a szokásos módon a füstszekrény alatt, a füstszekrénytartónál rögzítették a kerethez, így hátrafelé dilatálhatott. A hosszkazán elején helyezték el a gőzdómot, a hátulsó részre a homoktartály került. A gőzdómra 2 db közvetett terhelésű rugómérleges biztonsági szelepet szereltek. A gőzdómban helyezték el a vízelválasztót és a függőleges tolattyútükörrel készült kettős síktolattyús gőzszabályzót, melynek szabályozó rudazatát a kazánon belül vezették el. A kazánba 14 db kevesebb, 139 darab 46,5/52 mm átmérőjű folytvas tűzcsövet építettek. A kb. 1,3 m hosszú füstszekrényben helyezték el az amerikai rendszerű szikrafogót. A gőzfúvó csappantyús kivitelű volt. A kazánt 1-1 db Friedmann-rendszerű SZ. osztályú nem szívó, ún. „restarting” frissgőz-lövettyű táplálta vízzel, melyek közül a bal oldali 7, a jobb oldali 9 mm-es nyílású volt.

### Gépezet
A mozdony gőzhengereinek mérete a részben a tömegcsökkentés miatt, részben a kisebb méretű és teljesítményű kazánnal összhangban szintén kisebb lett. A két gőzhenger közül szokásos módon a jobb oldalon a nagynyomású, kis átmérőjű, bal oldalon a kisnyomású, nagy átmérőjű hengert helyezték el. A gőzdómból a gőzt a kazánon kívül elvezetett beömlőcsövön vezették a nagynyomású henger tolattyúszekrényébe. A két gőzhenger, a kapcsolt kerékpárok közül a harmadikat hajtotta. A nagynyomású gőzhenger folytvas beömlőcsöve 104/114 mm átmérővel, 2,55 m hosszúsággal készült, az átömlőcső 136/146 mm átmérőjű és 325 mm hosszú, míg a kisnyomású henger kiömlőcsöve 166/178  átmérőjű és 2,05 m hosszú volt. A jobb oldali forgattyút a bal oldalihoz képest 90°-kal előbbre ékelték a kerékpártengelyre. A dugattyúrúd átmenő rendszerű volt; elöl a rúdvezeték zárt hüvelyben futott, hátul a dugattyúrudak tömszelencéi grafitos azbeszt-tömítéssel készültek. A keresztfejek kétvezetékesek voltak. A hajtórudak I alakú, míg a csatlórudak téglalap alakú keresztmetszettel készültek.
A gőzhengerek üresjárati munkájának (ellenállásának) csökkentésére a gőzdómnál a beömlőcső felső részére légszelepet, az átömlőcsőre pedig légszeleppel kombinált, 6 bar nyomásra beállított nyomásredukáló szelepet, továbbá a henger elöli és hátuli dugattyúterét összekötő nyitható nyomáskiegyenlítő váltót szereltek. A hengerekre a vízütés elkerülésére ún. kompresszió-szelep is került. A mozdonyok gépezetét egyszerű Borries-rendszerű indítókészülékkel is ellátták. A nagynyomású henger legnagyobb töltése mindkét irányban 76% volt.
A gőzhengerek belső beömlésű, széles, rugalmas, önfeszítő gyűrűs hengeres tolattyúkkal készültek, melyeket ellenforgattyús Heusinger–Walschaert-rendszerű vezérművek szabályoztak. A tolattyúk átmérői a TV. osztályú mozdonyokéval azonos méretűek (a nagynyomású tolattyú átmérője 234 mm, a kisnyomású tolattyú átmérője 290 mm) túlfedéseik közel azonosak (a nagynyomású tolattyú belső túlfedése 30 mm, a külső túlfedése –7 mm értékű, a kisnyomású tolattyúé 23 mm, illetve 0 értékű) voltak. A vezérmű elrendezése megegyezett a TV. osztályú mozdonyokéval, de a kormányvonórudat kormányemeltyűvel szabályozták.

### Keret és futómű
A gőzmozdonyok szerkezeti adottságai miatt a legjelentősebb tömegcsökkentést ezen a területen lehetett elérni. A mozdonyok 1040 mm futókör-átmérőjű kapcsolt- és 875 mm átmérőjű futókerékpárokkal készültek. Ezzel a hajtó kerékpár tömege 362, a kapcsoltaké egyenként 226, a futókerékpároké 105 kg-mal lett kevesebb. Az előli futókerékpár a füstszekrényt, a két első kapcsolt kerékpár a hosszkazánt, a hajtótengely a tűzszekrényt, a hátulsó futókerékpár pedig a széntartányt támasztja alá. A hajtott tengely 3%-os nikkelacélból, míg a kapcsolt- és futótengelyek folytacélból készültek. A belső elrendezésű, szegecseléssel készült keret két, egymástól 1,115 m távolságban lévő Martin-folytvaslemez hossztartóból állt, melyek vastagsága szintén kisebb, 20 mm lett. Ezek két végét a mellgerenda kötötte össze, közöttük pedig acélöntésű illetve, lemezekből és szögvasakból készült függőleges és vízszintes kereszttartók (ún. keretkötők) merevítettek ki. A kereszttartókra a tömegcsökkentés érdekében kivágások kerültek. Az első és második, illetve a második és harmadik között elhelyezett függőleges keretkötők felső nyúlványa a hosszkazánt is alátámasztotta. A tengelyágytokok keretvágásait acélöntésű ágyvezetékek merevítették és az ágytokok kopásai húzóékekkel utánállíthatóak voltak. A kis átmérőjű kapcsolt kerékpárok miatt az összes kerékpár hordrugóját a tengelyek fölött helyezték el és ez indokolta a kazán magasabbra helyezését. A második és harmadik kapcsolt kerékpárok rugóit himbák kötötték össze. Az futókerékpárok Adams–Webb-rendszerű beálló tengelyekkel készültek és biztosították a mozdony jó megvezetését, ezáltal a megfelelő futási tulajdonságokat. A futótengelyek 1,32 m sugáron mozdulhattak el a keretben: az elülső futókerékpár oldalirányban 60–60, a hátsó 40–40 mm-t tudott elmozdulni. A tömegcsökkentés érdekében az egyenesbe visszaterelő rugó itt is elmaradt. A futókerékpárok rugói keresztben elhelyezett lemezrugók a tengelyek fölött kerültek elhelyezésre.

### Segédberendezések
Az első mozdonyokat a mellékvonali üzem és a tömegcsökkentés miatt csak kézifékkel szerelték fel. A későbbi, légfékes példányokra egy 13″-os Westinghouse-rendszerű fékhengert szereltek és a sűrített levegőt egy, a mozdony füstszekrénytartóján elhelyezett Westinghouse-rendszerű egyfokozatú F jellegű légszivattyú termelte. A féktuskók a mozdony hajtott kerékpárjait elölről fékezték, míg a futóforgóváz kerékpárjai a MÁV mozdonyainál szokásos módon fékezetlenek voltak. A féktuskónyomás a kézifékes kivitelnél a tapadási súly 47,5, a légfékesnél a 70%-a volt. A hideg alkatrészek kenését a tengelyágyakban kenőbelek és -párnák, a rudazatban kenőcsavaros olajszelencék végezték, gőzben lévő alkatrészek alkatrészek kenéséről Náthán-rendszerű kondenzációs készülék, később hat nyílású Friedmann-rendszerű N osztályú dugattyús melegalkatrész-kenőszivattyú gondoskodott. Kedvezőtlen tapadási viszonyok esetén kézi rudazatos, kúpkerekes homokoló juttatott homokot a második kapcsolt kerékpár mindkét oldalára. A mozdonyokat univerzális jellegüknél fogva bajor rendszerű nagynyomású gőzfűtési berendezéssel is ellátták. A mellékvonali mozdonyoknál elterjedt módon a mozdonyokat ejektorkapcsolattal is ellátták, mely lehetővé tette, hogy vízdaruval nem rendelkező állomásokon, vagy akár patakokból vizet szivattyúzzanak a tartályokba. A mozdony hosszkazánjának két oldalán elhelyezett víztartályok térfogata 40–50 km hosszú megállás nélküli utat tett lehetővé. A széntartó a szokott módon a mindkét végén zárt vezetőállás mögé került.

## Az első gyártási sorozat
A prototípusokkal a „nagy testvér” TV. osztályú (később 375 sorozatú) mozdonyokhoz hasonlóan kedvező tapasztalatokat szereztek, ezért szinte azonnal követték őket a sorozatban gyártott példányok. Az új mozdonyszámozási rendszer bevezetéséig 80 db TVa. osztályú mozdonyt vett át a MÁV. A járművek a 7701–7780 pályaszámokat kapták. Ezek közül a 7736–7738 pályaszámú mozdonyokra légféket is szereltek, míg a többin csak kéziféket helyeztek el. A 7706 pályaszámtól a kormányvonórudat emeltyűvel kombinált kormánycsavarral szabályozták. Az átszámozás során a légfékes példányok a 376,001–003, a kézifékesek a 376,101–177 pályaszámokat kapták eredeti számuk sorrendjében. A kézifékes változat beszerzése tovább folytatódott, 1912-ig további 128 db 376 sorozatú mozdonyt állítottak forgalomba, 376,178–305 pályaszámokkal. A gőzdóm és a homoktartály közé a 376,258 pályaszámtól kezdve keresztben elhelyezett Pecz–Rejtő-féle vízszintes elrendezésű víztisztítót szereltek. A mozdonyok gőzdómjára 376,267 pályaszámtól kezdődően a rugómérleges szelepek helyett 2 db 3″-os MÁV-rendszerű közvetlen rugóterhelésű biztonsági szelep került.
Mellékvonalai számára a Kassa–Oderbergi Vasút (KsOd) is TVa. osztályú mozdonyok beszerzése mellett döntött. A szintén 91. szerkezetszámon épült mozdonyokból 1912-ben hat, 1913-ban további három példányt szállított a felvidéki magánvasút számára a Magyar Királyi Állami Vasgyárak, melyek az 561–569 pályaszámokon álltak forgalomba. Az 1914-ben Csaca–Trencsénmakó között megnyílt Trencsénvármegyei HÉV számára ugyanezen évben további két mozdonyt szerzett be a HÉV-et kezelő KsOd. Ezek a járművek 570–571 pályaszámokat kapták.

## Túlhevítővel készülnek 376-osok is
Alig hagyta el a 376,305 pályaszámú mozdony 1914. első napjaiban, néhány hétre rá elkészült a 376 sorozat első Schmidt-rendszerű nagyfüstcsöves túlhevítős példánya 109{\displaystyle {}^{1}} szerkezetszámmal. A hosszkazánba épített tűzcsövek számát 67 db-ra csökkentették, helyükre három sorba összesen 15 db 119/127 mm átmérőjű füstcsövet építettek be, melyekbe 27/34 mm átmérőjű csövekből álló túlhevítőelemek kerültek. A gőz a szabályozótól gőzgyűjtőszekrény nedvesgőz-kamrájába, majd a túlhevítőelemeken át a túlhevítettgőz-kamrájába jutott, ahonnan a gőzhengerekhez áramlott. A kazánnyomást a kisebb igénybevétel érdekében 12 barra csökkentették, ezzel egyidejűleg a hosszkazán lemezvastagságát 12 mm-re csökkentették. A gőzdóm és a homoktartály közé keresztben elhelyezett Pecz–Rejtő-féle víztisztító került. A füstszekrényben elhelyezett túlhevítőkamra miatt a kémény a füstszekrényen 390 mm-rel előbbre került. A túlhevítés szabályozása túlhevítő-védőszekrénnyel és az azon elhelyezett csappantyúkkal történt, melyeket egy kis gőzhenger (az ún. szervomotor vagy automata) mozgatott.
A gépezet is átalakult: mindkét oldalra változatlan löketű, de 370 mm átmérőjű hengerek kerültek. A gőzhengerek folytvas beömlőcsövei mindkét oldalon 104/114 mm átmérőjűek, a füstszekrényen belül 1,15, azon kívül 1,25 m hosszúak, szintén folytvas kiömlőcsövei 134/146 mm átmérőjűek 2,25 m hosszúak lettek. A túlhevített gőz miatt a dugattyúrudak tömszelencéi Schmidt-rendszerű fémtömítéssel készültek.
A tolattyúk átmérői itt is azonosak maradtak a túlhevítős 375-ösökével. A nagynyomású tolattyú belső túlfedése 0, külső túlfedése 24 mm értékű lett. A gőzben lévő alkatrészek kenéséről tíznyílású, Friedmann-rendszerű LD jelű dugattyús melegalkatrész-kenőszivattyú gondoskodott, melyet 376,512 pályaszámtól kezdve egy nyolcnyílású NS jelű típusra cseréltek. A mozdonyokat továbbra is légfék nélkül, csak kézifékkel felszerelve szállították.

## Összehasonlító próbák
1914. február–március hónapban a 375 sorozatú mozdonyokhoz hasonlóan egy telített gőzű kompaund és egy iker-túlhevítős 376-ossal is összehasonlító próbákat tartottak. A részt vevő 376,304 és 376,408 pályaszámú mozdonyok a Kőbánya–Kecskemét vasútvonalon a menetek egy részén 30–36 tengelyes, más részén 52–tengelyes vonatokat továbbítottak a vonóhorgon mért 150, illetve 230 lóerő körüli effektív teljesítményt kifejtve. A próbák során 6000 kalória fűtőértékű szénkeverékekkel tüzeltek.
A kísérletek ez esetben is az iker-túlhevítős változat előnyeit mutatták.

## A túlhevítős változat sorozatgyártása
A túlhevítős változatból még 1914-ben összesen 49 db mozdony készült, melyeket a MÁV 376,401–449 pályaszámokkal vett állagba.
A 376,443–445 pályaszámú mozdonyok kísérletképpen Schmidt-rendszerű kisfüstcsöves túlhevítővel készült. A mozdonyok hosszkazánjába 88 db 64/70 mm átmérőjű füstcsövet építettek és ezekbe nyúltak bele a túlhevítőelemek. Bár a túlhevítő fűtőfelülete így megnőtt és a mozdonyok indítási tulajdonságai a gőz hőmérsékletének gyorsabb emelkedése miatt kedvezőbbek voltak, magasabb karbantartási költségek (a kis átmérőjű füstcsövek hamar elrakódtak pernyével és korommal) miatt visszatértek a nagyfüstcsöves kivitelhez.

## Brotan-kazánnal

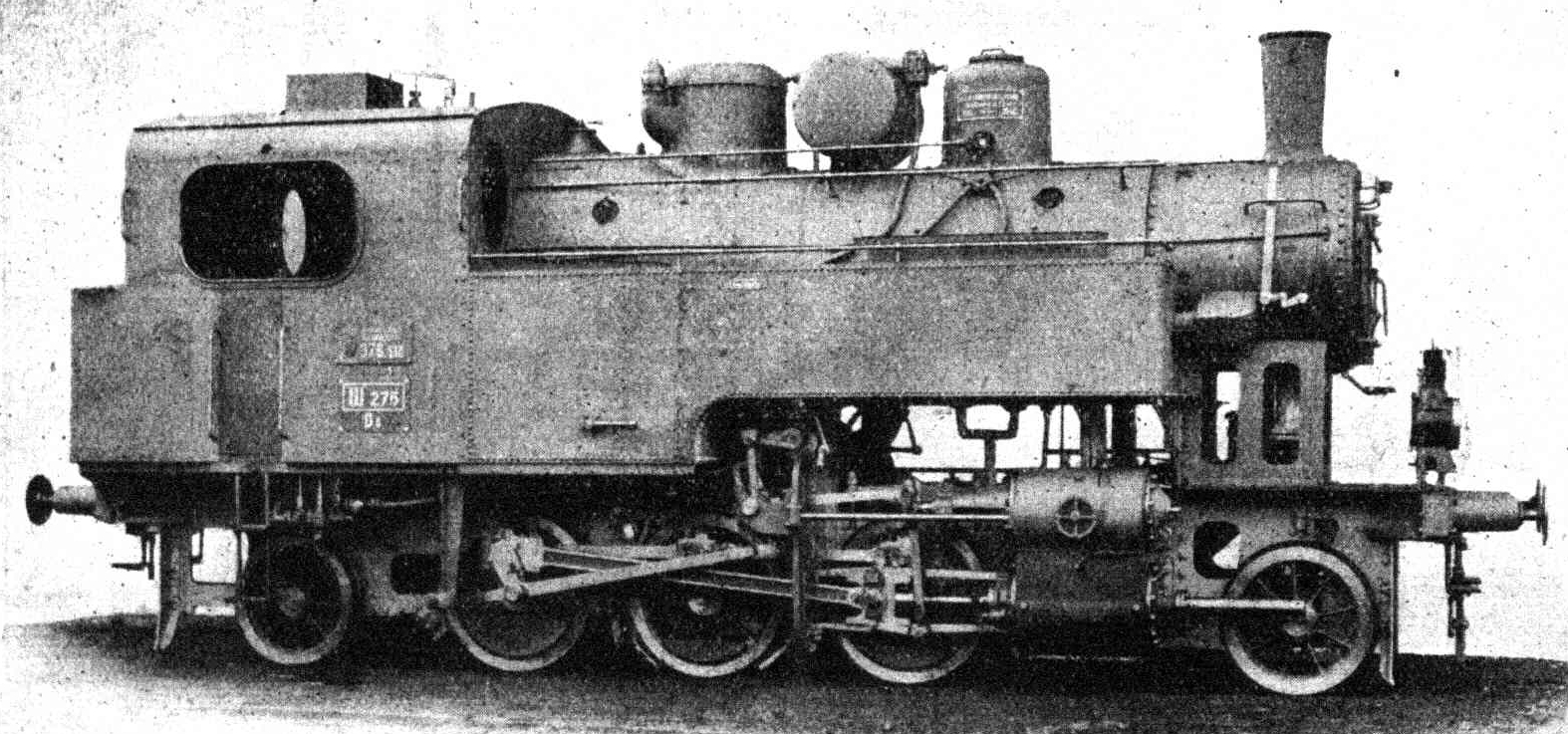
A MÁV 376 sorozatú mozdonya túlhevített gőzű ikergépezettel, Brotan-kazánnal

A háború okozta vörösrézhiány miatt 1915. novemberétől a mozdonyok Brotan–Deffner-rendszerű vízcsöves kazánnal épültek, 116{\displaystyle {}^{1}} szerkezetszámmal. A tűzszekrény falát 38 db 73/83 mm-es acélcső alkotta, melyek fent egy 1,85 méter hosszú, 600 mm belső átmérőjű előfejbe torkolltak. A rostély vízszintes helyzetű lett, szélessége nőtt, hossza csökkent. A hosszkazán két övből készült: az elülső, hosszabb öv továbbra is hengeres, a hátsó rövidebb öv kúpos kialakítású lett, leghátul 1,45 méteres átmérővel. A kúpos övre került a gőzdóm, míg annak korábbi helyére helyezték át a homoktartályt. A víztisztító helye nem változott. A mozdonyokba két példány kivételével Stein-rendszerű vízelválasztót szereltek. A beömlőcsövek 105/115 mm átmérővel, a füstszerkényen belül 870, azon kívül 1500 mm hosszúsággal, a kiömlőcsövek 135/145 mm átmérőjűek 1,82 mm hosszúsággal készültek. Ezt a változatot 1916-ig gyártották, utána a termelést a 375 sorozat gyártására összpontosítottak. Addig az időpontig MÁV: összesen 28 db-ot vett át a MÁV és 376,484–511 pályaszámokkal álltak szolgálatba. A túlhevítős 376-osok egységára egységesen 66 875,– korona között mozgott.
Az első világháború alatt a MÁV nem tudott magas lobbanáspontú hengerolajokhoz hozzájutni. Emiatt a nagyfüstcsöves túlhevítővel ellátott 376 sorozatú mozdonyoknál 1917-től három, míg a kisfüstcsöves példányoknál négy túlhevítőelem kiszerelésével a túlhevítés hőfokát kb. 300 °C-ra csökkentették.
A MÁV mozdonyainak nagyjavítását műhelyei között 1918-tól nem területenként, hanem típusonként osztotta el. A 376 sorozat mozdonyainak nagyjavítására 
- a Miskolci Műhelyt,
- a Zágrábi Műhelyt és
- a Kolozsvári Műhelyt jelölték ki.

A rossz minőségű hengerolaj és a széles tolattyúgyűrűk költséges fenntartása ösztönözte a MÁV-ot arra, hogy megmaradt mozdonyok tolattyúit a kisebb súrlódású keskenygyűrűs kivitelűre alakítsa át. Ezt az 1919-ben elrendelt módosítás nyomán az Államvasutak a túlhevítős mozdonyainak tolattyúméreteit szabványosította. Ennek során a 376-osok tolattyú-átmérői és a túlfedések értékei is változatlanok maradtak. A tolattyúk átalakítását követően a korábban kiszerelt túlhevítőelemeket újra visszaszerelték.

## A két háború között
A vesztes első világháború után az elszakított területeken maradt, majd a tanácsköztársaság bukását követő román megszállás során elhurcolt járművek között a MÁV 376 sorozatú mozdonyainak nagy része is az újonnan meghúzott határokon túlra került. Az 1919-ben meglévő 319 mozdony végső eloszlása az alábbiak szerint alakult:
- MÁV: 106 db,
- CFR: 100 db,
- ČSD: 20 db,
- SHS: 92 db,
- PKP: 1 db.

A megmaradt 376-osok is többnyire a korszerűtlenebb telített gőzű változatból kerültek ki: a két túlhevítős kivitelből összesen 32 db maradt.
A KsOd vonalaival és mozdonyaival együtt csehszlovák területre került.

### Újabb mozdonyok a hazai vasutak számára
A még a háború alatt megrendelt újabb 376-osok szállítását a gyár az eredeti tervekkel ellentétben 1921-ben tudta csak megkezdeni. A mozdonyokra nagy szükség volt: bár a vasúti forgalom jelentősen lecsökkent, a korszerű mellékvonali mozdonyokból mégis hiány mutatkozott az utódállamoknak nagyszámú jármű következtében. 1921–1922 között összesen 50db 116{\displaystyle {}^{2}} szerkezetszámú, azaz még mindig Brotan-kazános példányt vehetett át a MÁV. A mozdonyok a 376,512–561 pályaszámokon álltak forgalomba.
Az utolsó 376-os széria 1922–1924 között 109{\displaystyle {}^{3}} szerkezetszámon, tehát újra Polonceau-rendszerű állókazánnal készült. A MÁV 442 és 328 sorozatú mozdonyainak túlhevítőinél már nem alkalmazott csappantyúkat, és e járművek túlhevítőelemei nem károsodtak a korábbiaknál nagyobb mértékben. Ezt figyelembe véve, valamint a szervomotorok működésében felmerült nehézségek miatt az új szállítású 376 sorozatú mozdonyok túlhevítőit csappantyúk és szervomotor nélkül szállították.
A füstszekrénybe Neugebauer-rendszerű szikrafogót szereltek, mely ugyanilyen rendszerű kéményhez csatlakozott.
Ezen kívül több korszerű berendezést, így tolattyúszekrény-légszelepet, kazánlefúvató-tolattyúkat szereltek rájuk. A mozdonyokat MÁV-rendszerű víztisztítóval és Westinghouse-rendszerű légfékkel is ellátták. A járműveket a MÁV 376,562–591 pályaszámokon vette állományába.

### Üzemük a MÁV-nál a '20-as–'30-as években
A MÁV az itthon maradt és újonnan beszerzett mozdonyait 1926. január 1-jétől új pályaszámcsoportokba tervezte sorolni. Az itt maradt 
- 72 db telített gőzű síktűzszekrényes kompaund mozdony kijelölt pályaszámtartománya a 376,301–372,
- a telített gőzű Brotán-kazános kompaund mozdonyoké 376,476–477,
- a túlhevített gőzű síktűzszekrényes ikergépezetűeké 376,501–554, míg
- a túlhevített gőzű Brotan-kazános ikergépezetűeké 376,801–858 lett volna.

Az átszámozást végül nem hajtották végre.
A 376-osok engedélyezett legnagyobb sebességét 1930-ban 50 km/h-ra emelték. Az 1930-as évek közepén a Polonceau-tűzszekrényes 376-osok havi átlagos futásteljesítménye 2055 km, a Brotan-kazánosoké 2706 km volt – mellékvonali üzemüket figyelembe véve tekintélyes volt.
A 376 sorozatú mozdonyok MÁV által engedélyezett vonatterheléseit – melyek kiviteltől függetlenül azonosak voltak – az alábbi táblázat szemlélteti:
| A 376 sorozatú mozdonyok engedélyezett vonatterhelései | A 376 sorozatú mozdonyok engedélyezett vonatterhelései | A 376 sorozatú mozdonyok engedélyezett vonatterhelései | A 376 sorozatú mozdonyok engedélyezett vonatterhelései | A 376 sorozatú mozdonyok engedélyezett vonatterhelései | A 376 sorozatú mozdonyok engedélyezett vonatterhelései |
| Pálya- emelkedés                                       | 20 km/h                                                | 30 km/h                                                | 40 km/h                                                | 50 km/h                                                |                                                        |
| ------------------------------------------------------ | ------------------------------------------------------ | ------------------------------------------------------ | ------------------------------------------------------ | ------------------------------------------------------ | ------------------------------------------------------ |
| 0– 3‰                                                  | 930 t                                                  | 845 t                                                  | 630 t                                                  | 480 t                                                  |                                                        |
| 3– 5‰                                                  | 760 t                                                  | 705 t                                                  | 570 t                                                  | 445 t                                                  |                                                        |
| 5– 7‰                                                  | 610 t                                                  | 580 t                                                  | 500 t                                                  | 400 t                                                  |                                                        |
| 8–10‰                                                  | 420 t                                                  | 410 t                                                  | 380 t                                                  | 305 t                                                  |                                                        |
| 14–16‰                                                 | 250 t                                                  | 245 t                                                  | 240 t                                                  | 220 t                                                  |                                                        |
| 25‰                                                    | 130 t                                                  | 130 t                                                  | 125 t                                                  | 125 t                                                  |                                                        |

### Haladva a korral
A MÁV a 376 sorozatú mozdonyokon is igyekezett az üzembe helyezés óta eltelt időben sikeresen kipróbált, a mozdonyok hatásfokát és üzemét javító megoldásokat alkalmazni.
Az iker-túlhevítős 376-osokat a MÁV többi korszerű mozdonyához hasonlóan a hatásfok javítására Friedmann–Metcalfe-rendszerű LF osztályú VII/6. számú fáradtgőz-lövettyűvel látta el, melyet a bal oldali frissgőz-lövettyű helyére szerelték fel. A berendezés a szénfogyasztást 6–9%-kal csökkentette.
A túlhevítős mozdonyok védőszekrény-csappantyúit leszerelték, a szervomotor gőzhengerét kiiktatták.
A kompaund gépezetű mozdonyok tűzszekrény-oldalfalai hajlamosak voltak kidomborodni, szélső esetben pedig az ajtó- és csőfal karimája mentén elrepedni. Emiatt 1926-tól a tűzszekrénylemezek 14 mm-ben előírt vastagságát 16 mm-re növelték.
1927-től a kompaund gépezetű mozdonyok tolattyúinál is megkezdődött a keskeny tolattyúgyűrűk alkalmazása.
Az először a 328 sorozatú, majd az utolsó szállítású 324 sorozatú mozdonyok egy részén kedvező eredménnyel kipróbált megoldást követve, 1929-től fokozatosan a 376-os mozdonyokat is Wagner-rendszerű szelepes gőzszabályzóval szerelték fel. Az első évben 10 db iker-túlhevítős és 5 db kompaund példányt szereltek fel ilyen szabályozóval.
Ugyanezen évtől kezdve a csak kézifékkel rendelkező mozdonyokra megkezdték a Westinghouse-rendszerű légfék felszerelését. A kompaund mozdonyok Nathan-rendszerű kenői helyett hat nyílású Friedmann-rendszerű N osztályú dugattyús melegalkatrész-kenőszivattyúk felszerelését kezdték meg.
1930-tól a víztisztítós gépek hosszkazánjánál lévő forgós kazánlefúvató-váltókat 40 mm-es kazánlefúvató-tolattyúkra cserélték és a mozdonyokat kombinált locsolóval, valamint 24 nyílású Süss–Friedmann-rendszerű FSA-jelű hidegkenő-szivattyúval is ellátták. Ugyanezen évtől a légfékes 376-osok Westinghouse-légszivattyúit is Friedmann-rendszerű Dk-jelű kenőszivattyúval látták el és Olva visszacsapószelepeket szereltek fel.
1933-tól a dugattyúk keresztfejhez csatlakozó végének méretét megnövelték.
A Duna–Száva–Adria Vasút mozdonyain alkalmazott kivitelt átvéve 1934-től a dugattyúrudakra a jóval olcsóbb és kevesebb karbantartást igénylő D.S.A.-rendszerű öntöttvas tömítések kerültek.
1939-től a Ricour–szeleppel szállított példányok ilyen szelepeit a nagyobb átömlő-keresztmetszetet biztosító ún. kosaras tolattyú légszelepekre cserélték. Ez utóbbi megoldás azonban a kompaund mozdonyok kisnyomású hengereinél és az üresjárati nyomáskiegyenlítővel el nem látott példányok mindkét hengerénél szeleptörésekhez vezetett, így ezeknél visszaszerelték a Ricour–szelepeket.

### Románia
A CFR 61 db telített gőzű kompaund és 40 db iker-túlhevítős mozdonyt az eredeti sorozatjel és pályaszámok megtartásával üzemeltette tovább. A típus a 375 sorozattal együtt a CFR egyik legnépesebb mellékvonali mozdonysorozata volt. A csak kézifékes példányokat 1929-től Westinghouse-rendszerű légfékkel látták el. A mozdonyok honállomása Buzău, Foksány, Mărăşeşti, Roşiori, Filiaşi, Brassó, Arad, Piski, Balázsfalva, Tövis, Nagyszeben, Székelykocsárd (Székelyföldvár), Marosludas és Marosvásárhely volt. A CFR 376-osai egészen 1966–1970-ig továbbították a mellékvonalak teher-, vegyes- és személyvonatait. Selejtezésüket 1975-re fejezték be.

### Csehszlovákia
Az újonnan létrejött csehszlovák államnak egy kompaund és 19 db túlhevítős 376-ost ítéltek, továbbá az 1921-ben államosított KsOd TVa. osztályú mozdonyait is átvette. A ČSD az első években szintén a korábbi sorozat- és pályaszámokon üzemeltette a járműveket. A Monarchia vasúttársaságai járműparkjának végleges felosztása után, 1925-ben bevezetett jelölési rendszerben a MÁV-eredetű mozdonyok számára azok eredeti pályaszámuk szerint emelkedő számsorrendjében – tekintettel a típus MÁV-nál engedélyezett 45 km/h legnagyobb sebességére és 10 tonnát el nem értő tengelyterelésére – a 310.301–20 pályaszámokat jelölték ki.
A KsOd mozdonyait – mivel a vasútnál a mozdonyok sebességét 50 km/h-ra engedélyezték – a 320.201–11 pályaszámokra számozták. Miután a mozdonyok kivitele nem indokolta az eltérő engedélyezett sebességet és sorozatjelzést, így végül a MÁV-tól származó mozdonyokat a KsOd mozdonyai után a 320.212–31 pályaszámokkal látták el.
A mozdonyokat nagyobb testvéréhez hasonlóan a ČSD-nél is kedvelték. A fürge és könnyű mozdonyokat dombvidéki vonalakon alkalmazták személy- és tehervonatok továbbítására.
Az első bécsi döntést követően a MÁV-nak át nem adott 20 példányt a Szlovák Vasutak (SŽ) változatlan pályaszámon vette állagba.

### Jugoszlávia
Az SHS eredeti pályaszámain vette állagba a mozdonyokat. Az SHS utódjánál, a JDŽ-nél 1933-tól 
- az iker-túlhevítős példányok az 50-001–021, míg
- a telített gőzű kompaund gépek az 50-022–092 pályaszámokon üzemeltek tovább.

## „Repartíciós” mozdonyok és a második világháború évei
A MÁV mozdonyállaga – így a 376 sorozatú mozdonyok száma is – jelentősen bővült a bécsi döntések és Bácska visszacsatolása következtében. Így:
- a ČSD előbb kilenc, majd még két db-ot adott át,
- a Észak-Erdély átvételekor a CFR 7 db-ot hagyott hátra,[18]
- míg a JDŽ-től a délvidéki bevonuláskor 25 db, valamint a még abban az évben megszületett Római Egyezmény alapján további 1941. október elején 8 db mozdony is[19] a MÁV-hoz került.

Valamennyi MÁV-eredetű mozdony az eredeti MÁV-pályaszámát kapta vissza.
A 375-ösökhöz hasonlóan a MÁV 1941-ben öt, majd még egy telített gőzű kompaund 376-ost iker-túlhevítőssé alakított át. A mozdonyok kivitele a korszerűsítés nyomán nagyjából a 376,512–561 pályaszámú mozdonyokénak felelt meg, néhány eltéréssel:
- a gőzdóm hátra, közvetlenül az állókazán előtt kapott helyet,
- a mozdonyra porosz-rendszerű zuhatagos víztisztítót szereltek a gőzdómmal azonos méretű és alakú dómba az állókazán elejére,
- a gőzfúvó állandó kivitelű lett,
- a homokolót sűrített levegő működtette.

Az átalakításra kijelölt mozdonyok közül egy csehszlovák, három jugoszláv repartíciós példány volt. A járművek új pályaszáma 376,601–606 lett.
A háború alatt több kézifékes 376-ost Knorr-rendszerű légfékkel szerelték fel.
A MÁV 376-osai közül 1943-ban 21 db Debrecen, 17 db Zombor, 11 db Nyíregyháza, 10–10 db Dés és Kaposvár, 9 db Barcs, 8–8 db Kassa, Komárom, Tapolca és Zsibó, 7–7 db Szentes, Szilágysomlyó és Kecskemét, 6–6 db Békéscsaba, Győr, Kisterenye, Mezőtúr, Nagyvárad, Sepsiszentgyörgy, Szatmárnémeti és Szeged, 5 db Budapest-Északi, 4–4 db Kiskunfélegyháza, Körmend, Kunszentmiklós, Miskolc, Nagykároly, Párkány-Nána és Újvidék, 3–3 db Baja, Érsekújvár, Pelsőc és Szombathely, 2–2 db Gyöngyös, Kisilva, Parajd és Püspökladány, míg 1–1 db Rimaszombat, Ungvár, és Vésztő fűtőházhoz tartozott.
A tapasztalatok szerint a telített gőzű kompaund 376 sorozatú mozdonyok a háború éveiben 100 elegytonna-kilométerenként 14,5–15,7 kg szenet és 5,9 gramm meleg-, valamint 12,3 gramm hidegkenő-olajat fogyasztottak, míg a túlhevítős változatok ugyanezen adatai 13,2–14,2 kg szén és 4,5 gramm meleg-, valamint 12 gramm hidegkenő-olaj volt.

### A többi délszláv 50-es a háború alatt
A már említett Római Egyezmény a JDŽ 50 sorozatú mozdonyai közül a hazánknak át nem adott példányokat Horvátországnak ítélte. A HDŽ az addigi pályaszámokon üzemeltette tovább a mozdonyait.

## A második világháborút követő évek
A harcok befejezése és az országhatárok 1945. júniusi „megszilárdulása” után a MÁV-cégjelű 376 sorozatú mozdonyok közül 125 db maradt csak az újra hivatalossá vált trianoni határok között. Ezek közül 
- 54 db működőképes volt,
- 28 db javítás alatt állt,
- 43 mozdony javítatlanul félre volt állítva.

Ez utóbbiak közül tizenhat mozdony „roncs”, azaz erősen sérült, hiányos állapotú volt, de a többiről is hiányoztak kisebb armatúrák, sőt akár komolyabb gépelemek is.
Harmincegy 376-osra a Vörös Hadsereg „T–CCCP” hadizsákmány-jele (T=трофейный, azaz zsákmány) került.

### A „restitúció”
Már 1945-ben megkezdődtek az egyes országok között kisebb járműcserék, mely az idegen eredetű mozdonyok korábbi (alapvetően a háború és a repartíciók előtti) tulajdonosa részére történő visszaszolgáltatást jelentette.
A háború után az országgyarapodás és a harci cselekmények során állagba került járműveket bizonytalan jogi státuszuk miatt a MÁV elkülönítve tartotta nyilván. Így például 1946-ban 
- 112 db törzsállagba tartozó[20] (ebből 28 db „T-jelű”),
- 17 db jugoszláv (ebből 3 db „T-jelű”) és 4 db csehszlovák repartíciós

376-os volt megtalálható a hazai hálózaton, melyek közül 21 db Dorog, 12 db Szombathely, 10 db Kisterenye, 8–8 db Kaposvár és Nyíregyháza, 5–5 db Miskolc, Szentes és Tapolca, 4–4 db Barcs, Cegléd, Komárom és Püspökladány, 3–3 db Baja, Győr, Mátészalka és Szerencs, 2–2 db Barcika, Dombóvár, Kunszentmiklós, Mezőtúr, Pápa, Székesfehérvár és Vésztő, míg 1–1 db Balassagyarmat, Békéscsaba, Budapest-Déli, Eger, Gyöngyös, Kalocsa, Kecskemét, Kiskunfélegyháza, Kiskunhalas, Kisvárda, Orosháza és Vác honállomású volt.
Repartíciósként tartották nyilván azokat az iker-túlhevítőssé átépített példányokat is, melyeket repartíciós mozdonyokból építettek át.
Az 1947-ben megkötött magyar-szovjet járműegyezmény nyomán a területi revíziók előtt is magyar tulajdonban volt járművekről a „T”-jelet eltávolíthatták.
A már említett járműcserék, valamint az egyes országok között, a háború alatt összekeveredett járműpark rendezéséről, „restitúciójáról” született megállapodások nyomán az említetteken kívül
- 1948. novembere és decembere között Ausztria szovjet megszállási övezetéből 8 db (közte egy jugoszláv repartíciós),
- 1949. decembere és 1950. áprilisa között a Németország szovjet megszállási övezetéből 12 db,
- 1950. májusa és júniusa között Ausztria bizóniai övezetéből 5 db,

376-os tért haza.
A mozdonyokra 1947-től új, kétrészes ellenforgattyúk és módosított ellenforgattyú-vonórudak kerültek, 1949-től pedig az 1941. előtt gyártott példányok szénszereléskor rendszeresen betörő hátsó szélvédői elé védőrácsot szereltek.

### Az „új” példányok

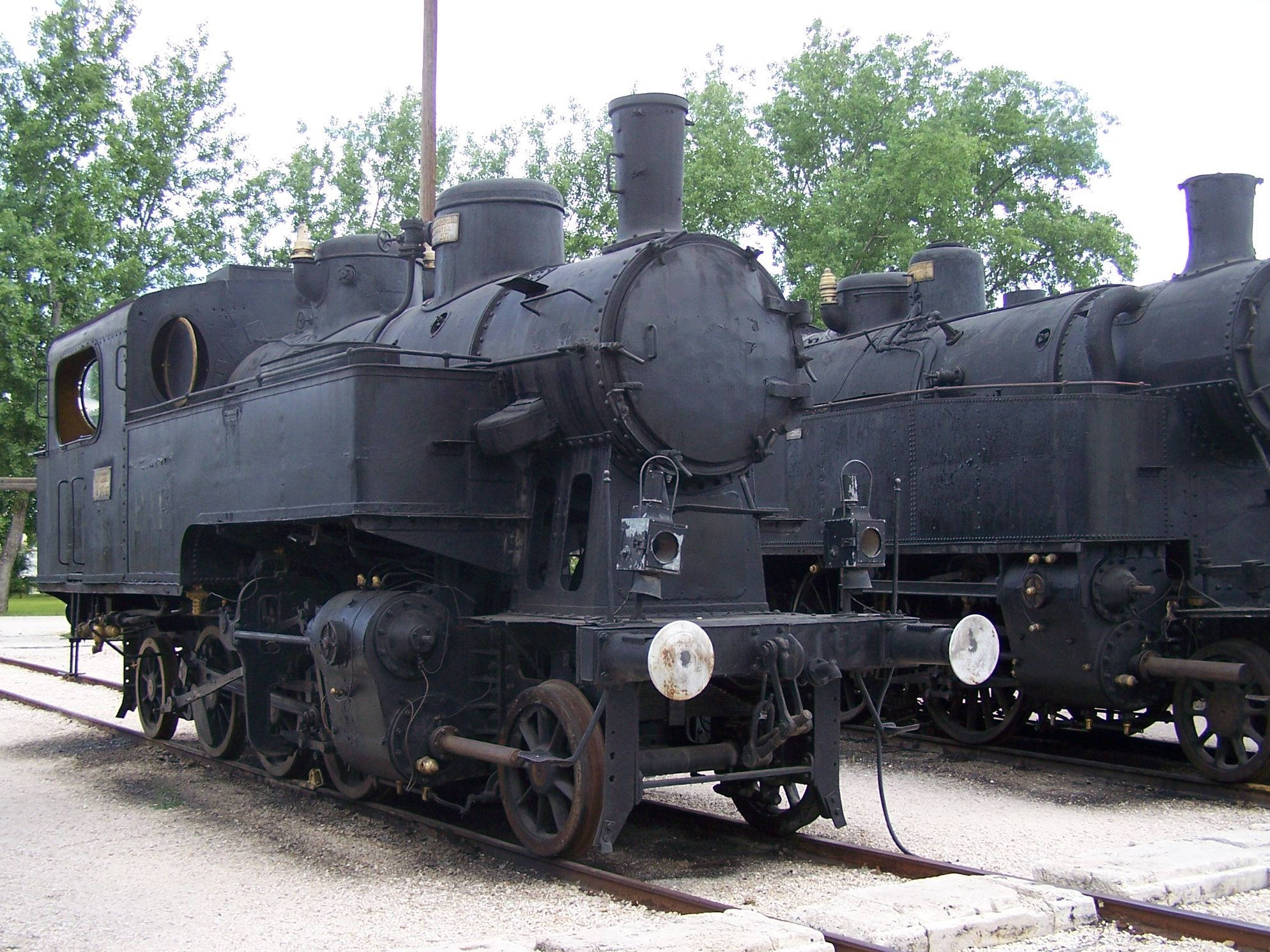
A MÁV 376 sorozatú mozdonya a Magyar Vasúttörténeti Parkban

A hazánkban maradt, eredetileg repartíciós mozdonyok közül a „T”-jellel el nem látott példányokat, összesen 18 db 376-ost 1948-ban a MÁV úgynevezett szabványosító átalakításnak vetett alá, melynek deklarált célja az volt, hogy a mozdonyok lehetőség szerint azonos kivitelűek legyenek a végig a MÁV-nál szolgált példányokkal (pl. a szomszéd vasutak által végrehajtott átalakítások eltüntetése, magyar nyelvű feliratok alkalmazása). Ezeket a mozdonyokat új pályaszámokkal látták el:
- Hét példány példány telített gőzű kompaund mozdony volt, ezek közül hatot az eredetileg is légfékes példányok után, 375,004–009 számokra számozták, egyet a háborús sérülése miatt 1947-ben leselejtezett 376,155 pályaszámát kapta.
- Öt síktűzszekrényes, eredetileg is iker-túlhevítős példányt a legutolsó újonnan gyártott 376-os után, a 376,592–596 pályaszámokra számozták.
- Öt Brotan-kazános iker-túlhevítős gép számára új pályaszámcsoportot jelöltek ki: a mozdonyok új azonosítója 376,801–805 lett.
- Az iker-túlhevítőssé átalakított 376,603 pályaszámát az ezen alsorozat következő szabad helyére 376,607-re számozták.

Az Erdélyben talált 376,190 pályaszámú mozdony a korábban is MÁV-cégjelű 376,191-gyel pályaszámot cserélt.